# Sebesvár vára
Koordináták: é. sz. 46° 52′ 49″, k. h. 22° 52′ 40″46.880272°N 22.877719°E

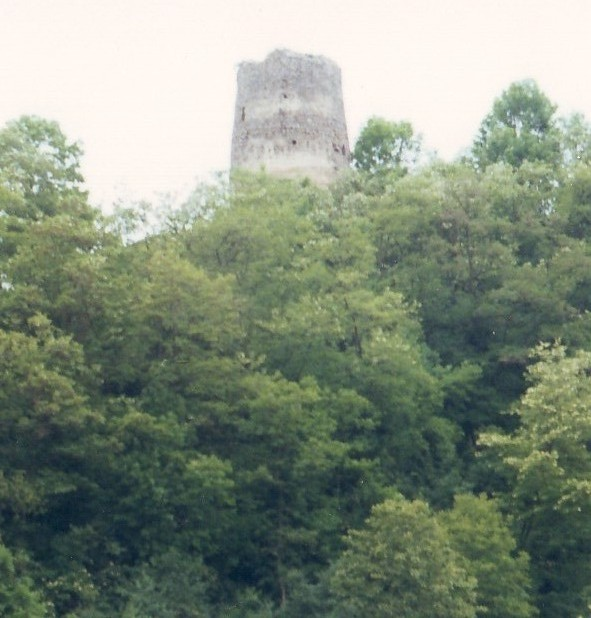
Sebesvár romjai

Sebesvár az azonos nevű faluban (vagy Sebesváralja), a mai Romániában, Kolozs megyében található.

## Története

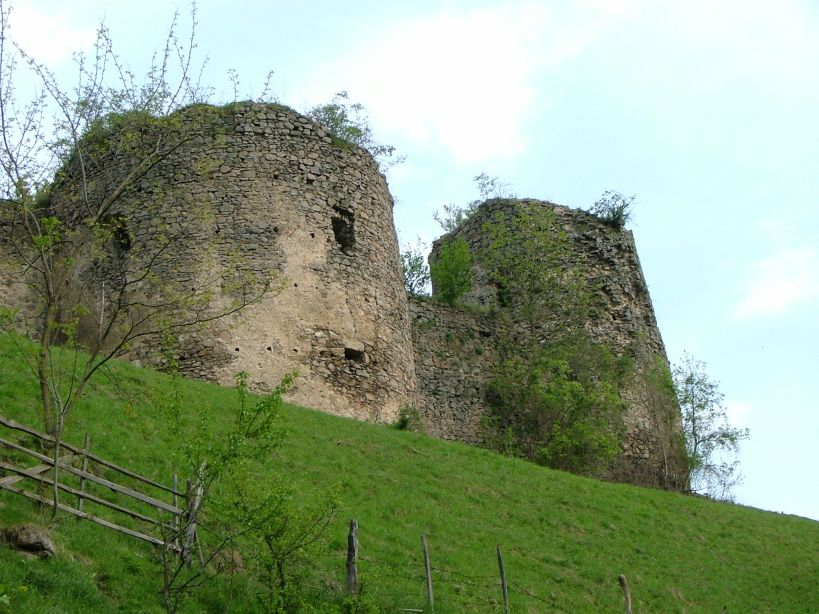
Sebesvár vára

Régen Hunyadvárnak és Kalotaszeg várának is nevezték, Bánffyhunyad, illetve Kalotaszeg neve után.
Római település helyén álló egykori földvára a népvándorlás korában elpusztult. A kőből épült királyi várat az 1241-42-es tatárjárás után, nagy valószínűséggel IV. Béla király parancsára emelték a Nagyvárad és Kolozsvár közti fontos kereskedelmi és hadi út védelmére.
A 80 méter hosszú és 20 méter széles erősség bejárata felvonóhíddal védelmezett kapu volt, mely egy hatalmas rondella udvarára nyílt. A kapun belül gazdasági épületek álltak. Az egykori hosszúkás várudvar két oldalán lehettek a lakóépületeket, ám ezeknek már a maradványai sem láthatók.
Az első okleveles említése szerint 1319-ben már az Anjou-házból származó Károly Róbert egyik híve, a Nyitra vármegyéből származó Elefánti Dezső volt a várnagya.
1362-től a királyi hivatali idő alatt a váruradalom jövedelmét az erdélyi vajda kapta, így  Luxemburgi Zsigmond király 1399-ben Mircea cel Bătrân havasalföldi vajdának adományozta. 1433-ban losonci Bánffy István és László bárók tulajdonába került.
A középkor további évszázadaiban a Bánffy család birtokolta a katonai szempontból egyre kevéssé fontos erősséget.

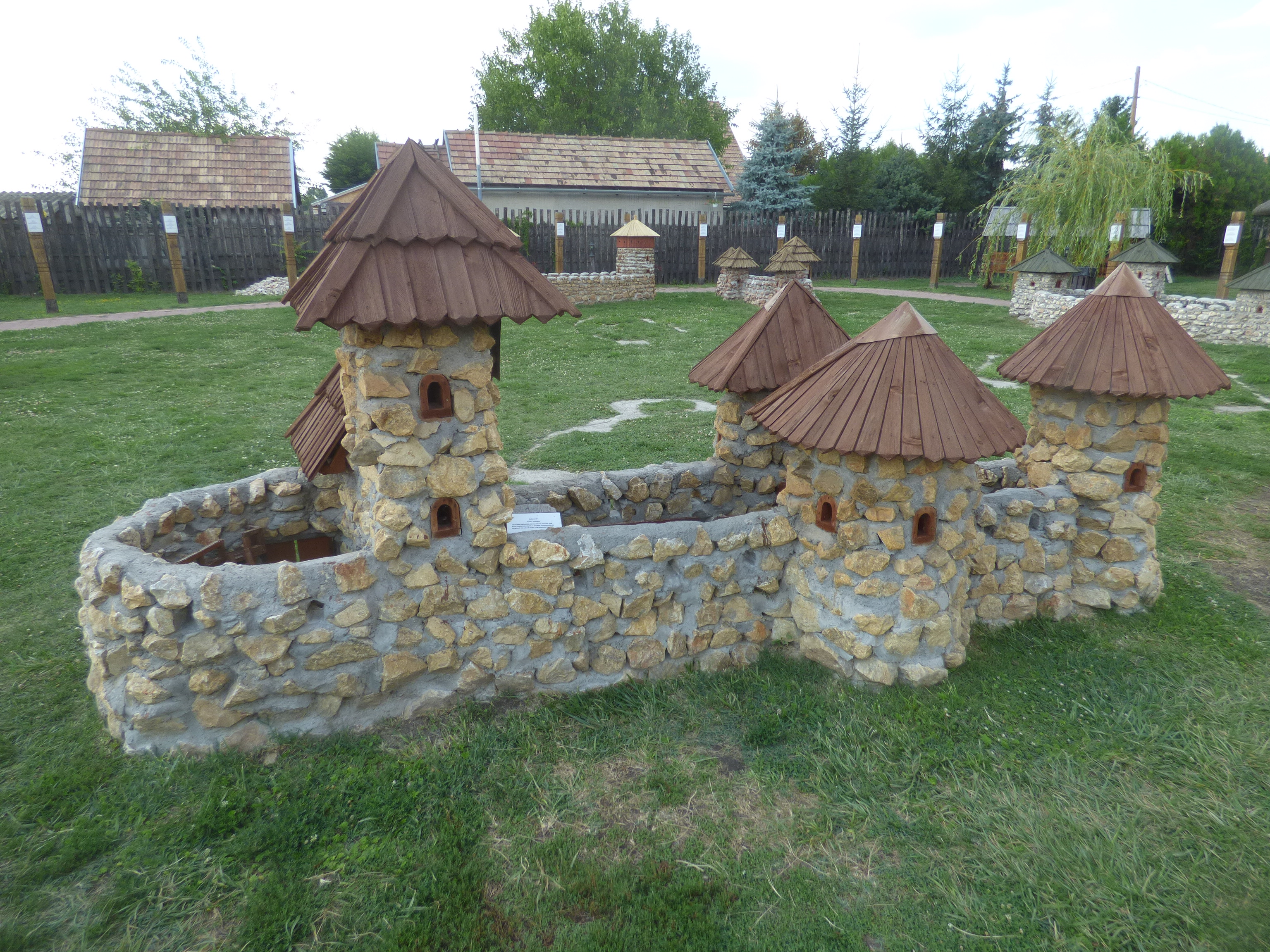
Sebesvár makettje a dinnyési Várparkban

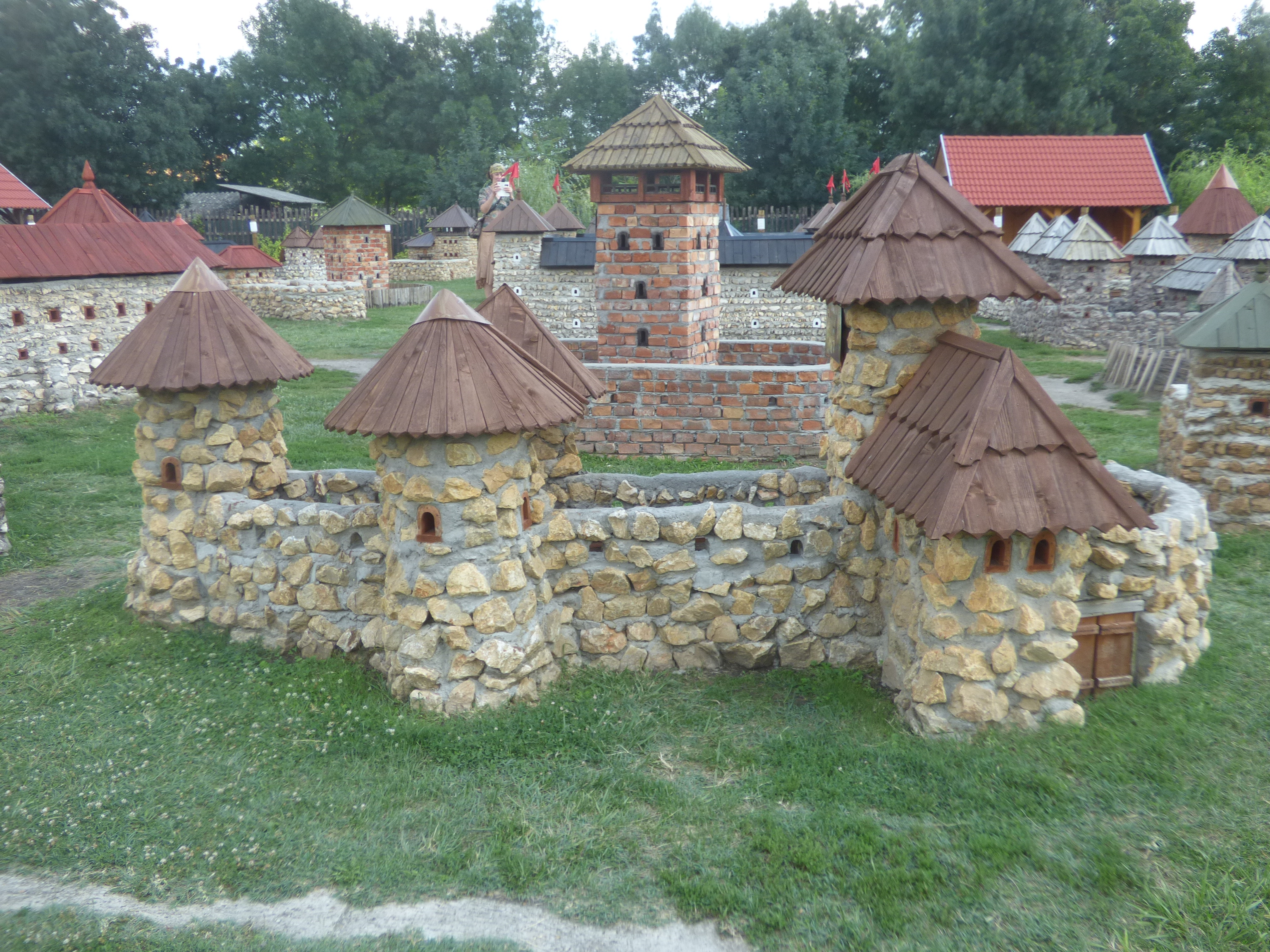
Mmakettje a dinnyési Várparkban

A kitűnő fekvésű várhoz, amely egyben vámhely is volt, birtokok, falvak, legelők, valamint Bánffyhunyad városa tartozott. Még aranybányák és aranymosó helyek is voltak a várbirtokokon. 1483-ban Báthory István országbíró 500 aranyforintot fizetett csupán azért, hogy ezek hasznának fele egy évre az övé lehessen.
A 16. század közepétől, amikor Erdély állami önállósághoz jutott, a vár az erdélyi végvárrendszer tagja lett, ezért jelentősebb mértékben kibővítették,  de továbbra is csak másodrendű szerepet jutott Sebesvárnak.  1598-ban a nemesi rendek országgyűlést tartottak a falai között. 1660-ban a törökkel vívott vesztes szászfenesi csata után ide menekítették a halálos sebet kapott II. Rákóczi György erdélyi fejedelmet a testőrségét alkotó ónodi lovasok.
A török hódoltság idején a vár őrsége akadályozta meg a Kolozsvár irányába induló oszmán rablóportyákat, ezért a szultán 1669-ben követelte, hogy rombolják le a végvárat, ezt az utasítást azonban Apafi Mihály fejedelem pénzzel megváltotta a török Portánál.
1687-ben a Bánffy család emberein kívül még 11 fejedelmi zsoldos és egy tüzér is szolgált a fala között. Miután Erdély is a Habsburg császári és királyi ház uralma alá került, Sebesvárba is császári zsoldosok vonultak be.
1701-ben – sok végvárral ellentétben – nem robbantották fel. A Rákóczi-szabadságharc idején kis létszámú őrsége ágyúlövés nélkül kaput nyitott Bóné András kuruc fegyvereseinek. 1709-ig volt a kurucok kezén. A szatmári béke után sem rombolták le, ám lakói hamarosan sorsára hagyták a megrongálódott végvárat.
1910-ben Kós Károly felmérte a várat és elkészítette helyreállítási terveit, de csak a kerek öregtornyot fedték le.
A második világháború végéig a Bánffy család tulajdona maradt.
2018-ban európai uniós forrásból jelentős felújítás kezdődött a várban, amely ma ingyenesen látogatható, autóval és vonattal is könnyen megközelíthető.